# Vadonville
Vadonville [vadɔ̃vil] ist eine französische Gemeinde mit 251 Einwohnern (Stand 1. Januar 2022) im Département Meuse in der Region Grand Est (bis 2015 Lothringen); sie gehört zum Arrondissement Commercy und zum Gemeindeverband Communauté de communes de Commercy-Void-Vaucouleurs.

## Geografie
Vadonville liegt rund 50 Kilometer westnordwestlich von Nancy in der südlichen Hälfte des Départements Meuse. Der Ort liegt nahe der Maas am Canal de la Meuse westlich des Regionalen Naturparks Lothringen. Weite Teile im Westen der Gemeinde sind bewaldet (Bois Beaula, Bois de Vadonville, Gros Bois und La Haie).
Nachbargemeinden sind Sampigny im Nordwesten und Norden, Mécrin im Nordosten, Pont-sur-Meuse im Osten, Lérouville im Südosten, Chonville-Malaumont im Süden und Südwesten sowie Grimaucourt-près-Sampigny im Westen.

## Geschichte
Wie alle Orte der Gegend litt Vadonville im Mittelalter unter Konflikten. Die schlimmsten Verwüstungen richteten der Hundertjährige Krieg und der Dreißigjährige Krieg an. Der Name der heutigen Gemeinde wurde im Jahr 1106 unter dem lateinischen Namen Vodonis-villa erstmals in einem Dokument erwähnt. Im Mittelalter lag die heutige Gemeinde in der Barrois mouvant innerhalb der Champagne und gehörte zur Bailliage Saint-Mihiel. Von 1766 bis zur Französischen Revolution lag die Gemeinde im Grand-gouvernement de Lorraine-et-Barrois. Vadonville gehörte von 1793 bis 1801 zum District Commercy. Von 1793 bis 1801 war sie Teil des Kantons Dagonville. Seit 1801 liegt sie im Kanton Commercy und ist dem Arrondissement Commercy zugeteilt.

## Bevölkerungsentwicklung
Die Einwohnerentwicklung ist untypisch für eine französische Landgemeinde. Normal sind die Entwicklungen zwischen 1793 und 1851 mit einem starken Wachstum und die folgende starke Landflucht bis 1872. Allerdings wuchs die Anzahl Einwohner danach wieder stark und lag 1926 nur wenig unter dem Höchststand von 1851. Zwischen 1926 und 1975 gab es eine weitere Abwanderungswelle.
| Jahr                       | 1962 | 1968 | 1975 | 1982 | 1990 | 1999 | 2011 | 2019 |
| Einwohner                  | 308  | 329  | 253  | 278  | 261  | 239  | 260  | 263  |
| Quellen: Cassini und INSEE |      |      |      |      |      |      |      |      |

## Sehenswürdigkeiten
- Kirche La Nativité de-la-Bienheureuse-Vierge-Marie (Mariä Geburt)
- Denkmal für die Gefallenen[1]
- Waschhaus (Lavoir) an der Route de Grimaucourt
- zwei Wegkreuze in der Rue de la Voie du Bois und auf dem Friedhof

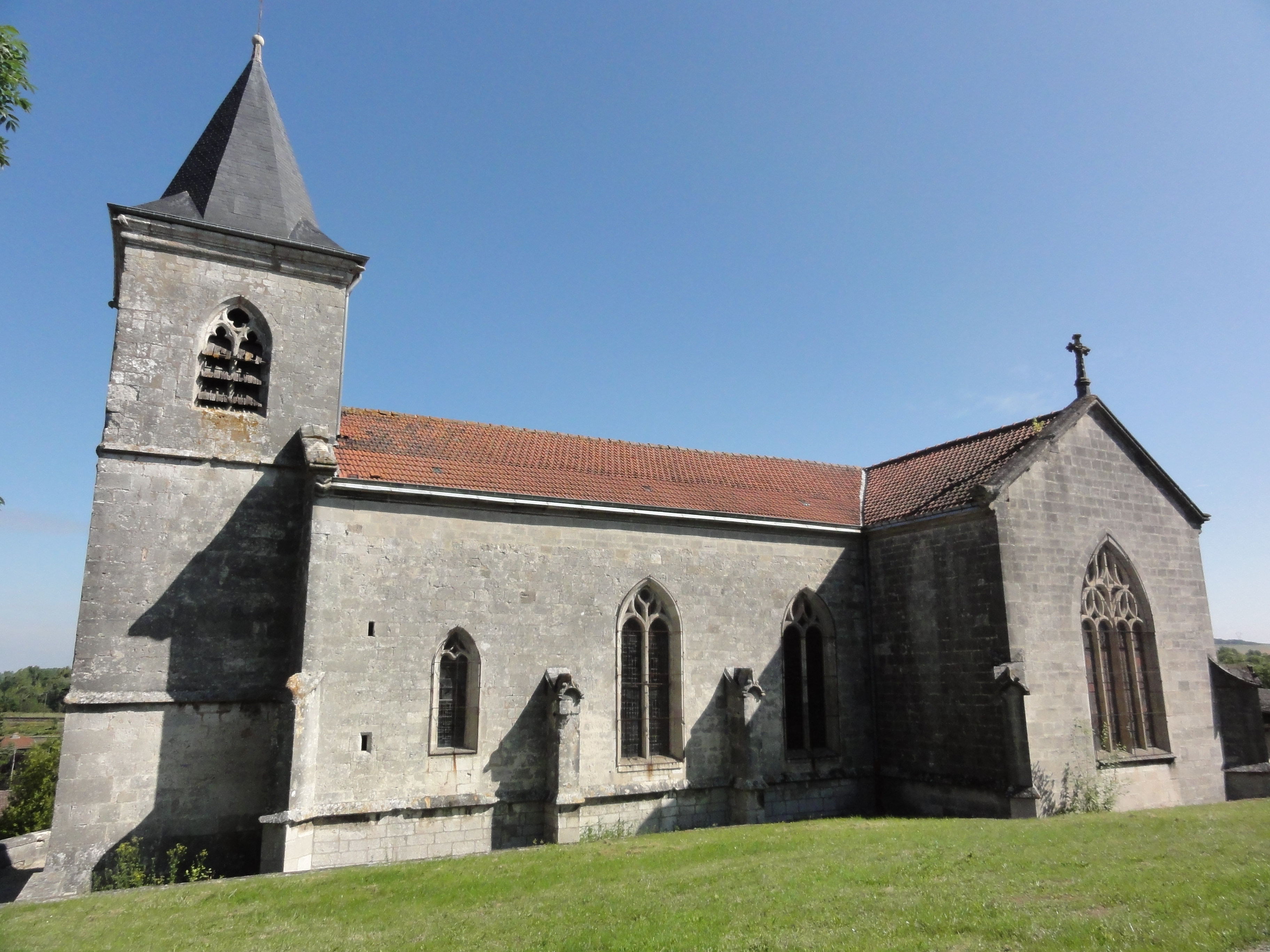
Kirche Mariä Geburt
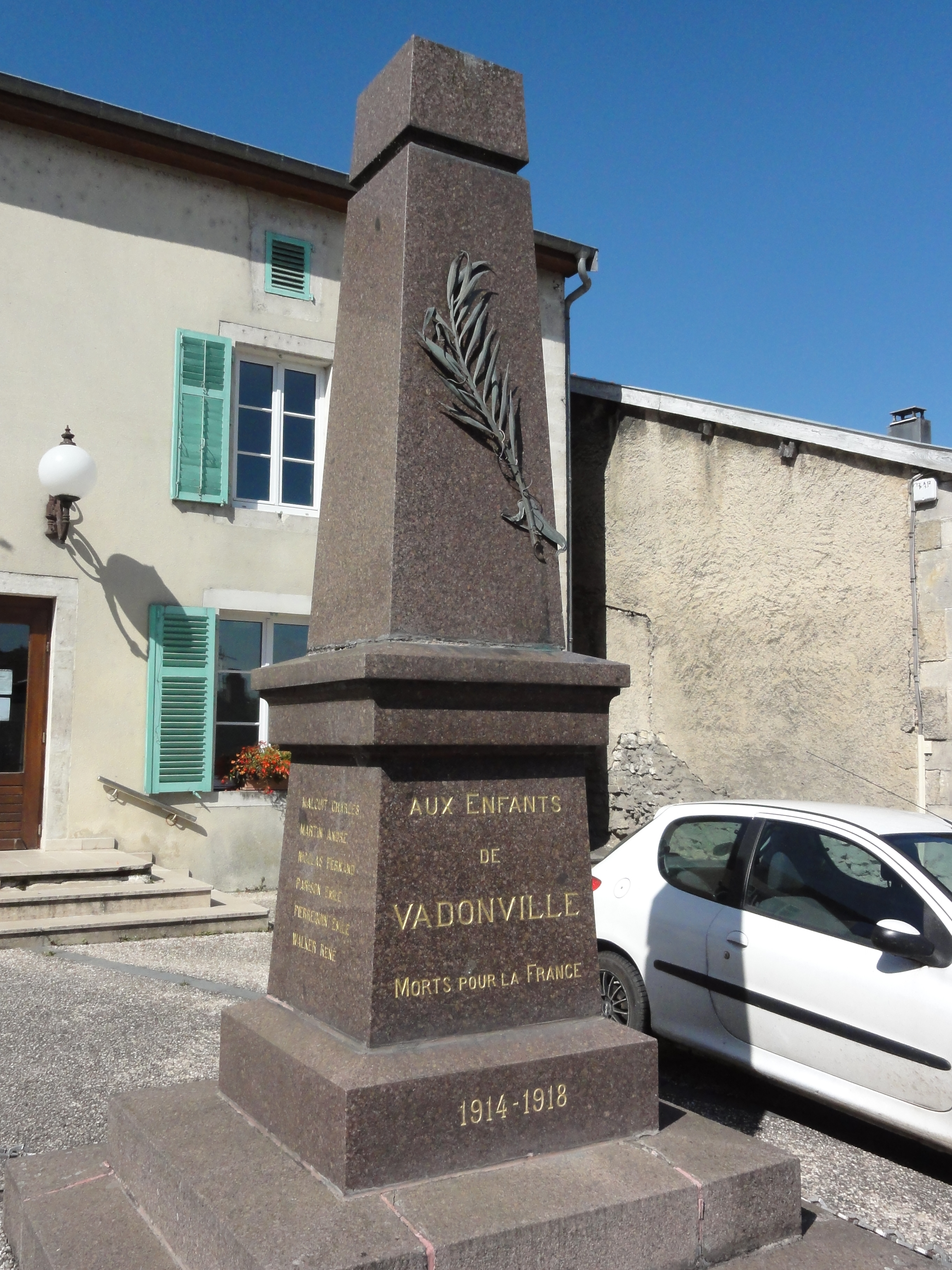
Denkmal für die Gefallenen
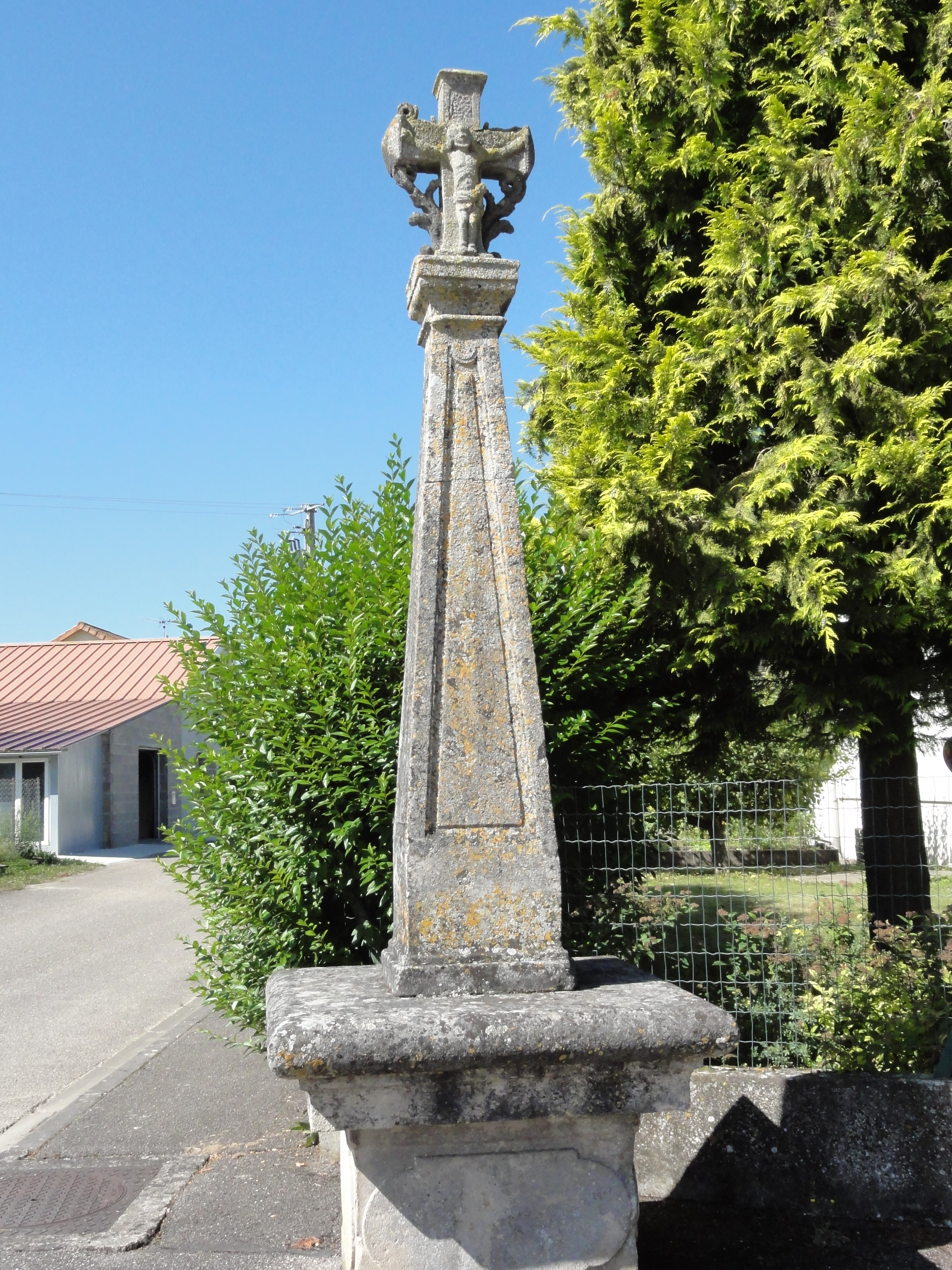
Wegkreuz

## Verkehr
Die Gemeinde befindet sich an der D964. Die nur wenige Kilometer südlich verlaufende Route nationale 4 mit dem nächsten Anschluss in Saulvaux ist die wichtigste überregionale Verkehrsverbindung für die Gemeinde.
Nächstgelegener Bahnhof ist Lérouville an den Bahnstrecken Paris–Straßburg und Lérouville–Metz in etwa einem Kilometer Entfernung.